# Кашин, Михаил Николаевич

Бюст на аллее Героев в городе Пласт

Михаи́л Никола́евич Кашин (25 декабря 1920, Пластовский район, Уральская область — 19 апреля 2013) — командир отделения роты автоматчиков 31-го гвардейского стрелкового полка, гвардии сержант — на момент представления к награждению орденом Славы 1-й степени.

## Биография
Родился 25 декабря 1920 года на хуторе Котлик Карачельской волости Троицкого уезда (ныне — Пластовский район) Челябинской губернии в крестьянской семье.
Окончил начальную школу, курсы трактористов. Работал трактористом в колхозе.
В октябре 1940 года был призван в Красную Армию. Службу проходил на Дальнем Востоке, в 362-м отдельном танковом батальоне, который был расквартирован в городе Свободный Амурской области. Освоил воинскую специальность механика-воителя танка. В мае 1941 года в составе батальона был переброшен на запад, в район города Береза Брестской области Белоруссии.
С первых дней Великой Отечественной войны участвовал в боях с захватчиками. Отражать атаки противника пришлось в пешем строю вместе со стрелковыми частями. С группой других танкистов был направлен к месту сбора в город Калугу, затем в город Ульяновск. Здесь был сформирован танковый полк в составе которого Кашин вернулся на фронт.
В июле 1942 года полк был переброшен под Сталинград. Боевые машины получали на тракторном заводе. Каждый экипаж сам участвовал в сборке своей «тридцатьчетверки» и тут же уходил на фронт. В бою за деревню Латашенка танк был подбит, а Кашин раненым попал в госпиталь.
После выздоровления с маршевым батальоном направлен в стрелковую дивизию. По прибытии в часть скрыл, что танкист, и был назначен командиром отделения в стрелковую роту. Участвовал в форсировании реки Днепр в районе город Рогачев Гомельской области. В бою за удержание плацдарма был снова ранен.
После госпиталя продолжил службу в 9-й гвардейской стрелковой дивизии, с которой прошел до конца войны. Участвовал в боях за освобождение Белоруссии и Прибалтики.
11 марта 1944 года командир отделения роты автоматчиков 18-го гвардейского стрелкового полка гвардии сержант Кашин в боях под деревней Павлово-Рог скрытно подобрался к вражеской пулеметной точке и подавил её, поразив из личного оружия 2 солдат расчета. Затем Кашин первым ворвался в траншею противника, увлекая за собой бойцов. В этом бою был ранен.
Приказом от 8 мая 1944 года гвардии сержант Кашин Михаил Николаевич награждён орденом Славы 3-й степени.
После госпиталя вернулся в свою дивизию, но уже в другой полк.
17 июля 1944 года стрелок роты автоматчиков 31-го гвардейского стрелкового полка сержант Кашин в районе посёлка Плюсса первым поднялся в атаку, лично истребил 5 противников, вынес с поля боя раненого командира и оказал ему первую медицинскую помощь.
Приказом от 3 августа 1944 года гвардии сержант Кашин Михаил Николаевич награждён орденом Славы 3-й степени.
23 ноября 1944 года в районе деревни Безобье командир отделения роты автоматчиков гвардии сержант Кашин в числе первых ворвался в расположение противника. В рукопашной схватке отделение ликвидировало 11 пехотинцев. Кашин лично гранатами уничтожил станковый пулемет с расчетом. 25 ноября Кашин, увлекая за собой бойцов отделения, первым ворвался в немецкие траншеи, из личного оружия сразил несколько противников.
Приказом от 12 декабря 1944 года гвардии сержант Кашин Михаил Николаевич награждён орденом Славы 3-й степени.
Член ВКП/КПСС с 1945 года. В апреле 1946 года был демобилизован. Вернулся домой с двумя орденами Славы 3-й степени. Работал трактористом, бригадиром полеводческой бригады.
В 1970-е годы переехал в город Южноуральск Челябинской области, где и жил.
Только через 45 лет после победы была исправлена фронтовая ошибка с наградами.
Указом Президента СССР от 26 апреля 1991 года в порядке перенаграждения Кашин Михаил Николаевич награждён орденами славы 2-й и 1-й степени. Стал полным кавалером ордена Славы.
В июле 2010 года в городе Пласт Челябинской области был открыта Аллея героев. Право разрезать ленточку предоставлено одному из героев-фронтовиков, чей бюст установлен на Аллее, Михаилу Николаевичу Кашину.
Похоронен на кладбище посёлка Увельский.
Награждён орденом Отечественной войны 1-й степени, орденами Славы 3-х степеней, медалями, в том числе двумя медалями «За отвагу».